# Aphaenogaster italica
Aphaenogaster italica é uma espécie de inseto do gênero Aphaenogaster, pertencente à família Formicidae.